# 成島りゅう
成島 りゅう（なるしま りゅう、1986年12月19日 - ）は、日本のAV女優。

## 人物
趣味：買い物、犬と遊ぶこと。

## 略歴
- 2008年2月、『超デビュー G‐cup 現役着エロアイドル 成島りゅう』でAVデビュー。
- 2009年12月、新宿ニューアートでストリップデビュー。
- 2011年12月、新宿ニューアートでストリップ引退。

## 作品

### アダルトビデオ
2007年
- 寸止女（12月10日、日本メディアサプライ）

2008年
- 超デビュー G‐cup 現役着エロアイドル（2月18日、レアル・ワークス）
- しゃぶらせて！ 猥褻フェラチオ（3月21日、レアルワークス）
- 成島りゅうが奥さんになってあげる（4月18日、レアルワークス）
- 超デジモ（5月16日、レアルワークス）
- 鬼イカセ（6月20日、レアルワークス）

2009年
- 東京25時 VOL.34（5月13日、プレステージ）
- PREMIUM PUSSY 3（7月23日、プレミアム）
- 働くオンナ狩り 9 【ルート営業ウーマン編】（9月1日、プレステージ）
- こだわりの手コキ 4時間SP 13 35人のハンドメイド（9月15日、隼エージェンシー）他34名出演
- あのスケベな巨乳お姉さんは、アイツの会社の秘書らしい。12（9月18日、WEEKENDER）
- NAMANAKA GALS ON LIVE 6（2009年10月2日、ピエロ）
- 現役OL高額アルバイト（10月9日、クリスタル映像）
- フェラコレ2009秋SP（10月15日、隼エージェンシー）他多数出演
- ザ・ギャルナン 21（2009年10月15日、グローリークエスト）
- スカウトナンパ（10月19日、ミスター・インパクト）
- 若妻レズビアン 成島りゅう 夏川亜咲（10月19日、アンナと花子）
- 黒ストッキング美脚OL（10月19日、イエロー）
- 超高級会員制 美尻クラブ（10月22日、SODクリエイト）
- 手コキでベロちゅ～ 8（11月19日、イエロー）
- BANQUISH 40（11月20日、プレステージ）
- 完全素人を1年間で48人中出しできるか挑戦!履いてたパンツもついでにGET!! 新宿編 残り16人（12月21日、h.m.p）

2010年
- 悶絶M男オフィス 美人OL美脚部下育成（1月20日、カオス）
- 只今人気大爆発中!!密着洗体エステもう体感した?（2月13日、ラハイナ東海）
- くすぐり性感天国（2月18日、SODクリエイト）
- 巨乳ギャルを屋外で犯して中出し（2月25日、ハヤブサ）
- 初菊 ～成島りゅうの初アナル中出し～（2月25日、Fantasista）
- 夜勤拘束レズ病棟 ～巨乳女医と看護師～（3月18日、HIBINO）
- キャバクラが密集している繁華街にマッサージ店をオープンして生意気なキャバ嬢を誘い込みヤリまくっちゃいました… SERIES 3（4月17日、ラハイナ東海）
- 無言主姦 姉貴の逆夜這い（6月20日、STAR PARADISE）
- 痙攣・失禁！拘束ポルチオ性感アクメ12人!!（7月10日、ラハイナ東海）
- 闇営業中のフル勃起エステ 14（8月10日、ホットエンターテイメント）
- FNM 羞恥手コキ株式会社（8月13日、アロマ企画）
- 股下・太ももの隙間フェロモン ～魅惑の絶対聖域（8月13日、アロマ企画）
- 突然パンチラで挑発されてこっそりシゴいちゃった僕。その4（9月25日、アロマ企画）
- 寄生ヒロイン（11月22日、ZEUS）
- エロボディー美女野外淫行（12月25日、チェルシー）

2011年
- 絶叫アクメ真正中出し輪姦パーティー 成島りゅう（2月26日、モブスターズ）

### テレビ番組
- 桃のふくらみ（MONDO TV）